# Holyrood, Kansas
Holyrood là một thành phố thuộc quận Ellsworth, tiểu bang Kansas, Hoa Kỳ. Năm 2010, dân số của xã này là 447 người.

## Dân số
Dân số các năm:
- Năm 2000: 464 người
- Năm 2010: 447 người